# Auburn (Waszyngton)
Auburn – miasto w Stanach Zjednoczonych, w stanie Waszyngton, w hrabstwie King.